# ケーン・レウペペ
ケーン・レウペペ（Kane Leaupepe、1992年12月3日 - ）は、ニュージーランド出身のラグビーユニオン選手。

## プロフィール
- ニュージーランド・ウェリントン出身。
- ポジションはロック(LO)、フランカー。
- 身長 201cm、体重 119kg
- サモア代表キャップは10(2021年1月現在）でワールドカップ2019のサモア代表に選ばれた[1]。

## 略歴
ウェリントン、ベイ・オブ・プレンティを経て、2019年、ハリケーンズに加入。